# Castell de Sant Ferran
|  | Per a altres significats, vegeu «Castell de Sant Ferran (desambiguació)». |

El castell de Sant Ferran és una fortalesa del municipi de Figueres (Alt Empordà) declarat bé cultural d'interès nacional. Està situat sobre un turó i ocupa una superfície de 320.000 m², que arriba als 550.000 m² si es té en compte l'espai ocupat pels glacis. Fou construïda al segle xviii sota les ordres de diversos enginyers militars, entre els quals destaquen Pedro Martín Cermeño i Juan Martín Cermeño. És el monument més gran de Catalunya pel que fa a les seves dimensions.

## Arquitectura

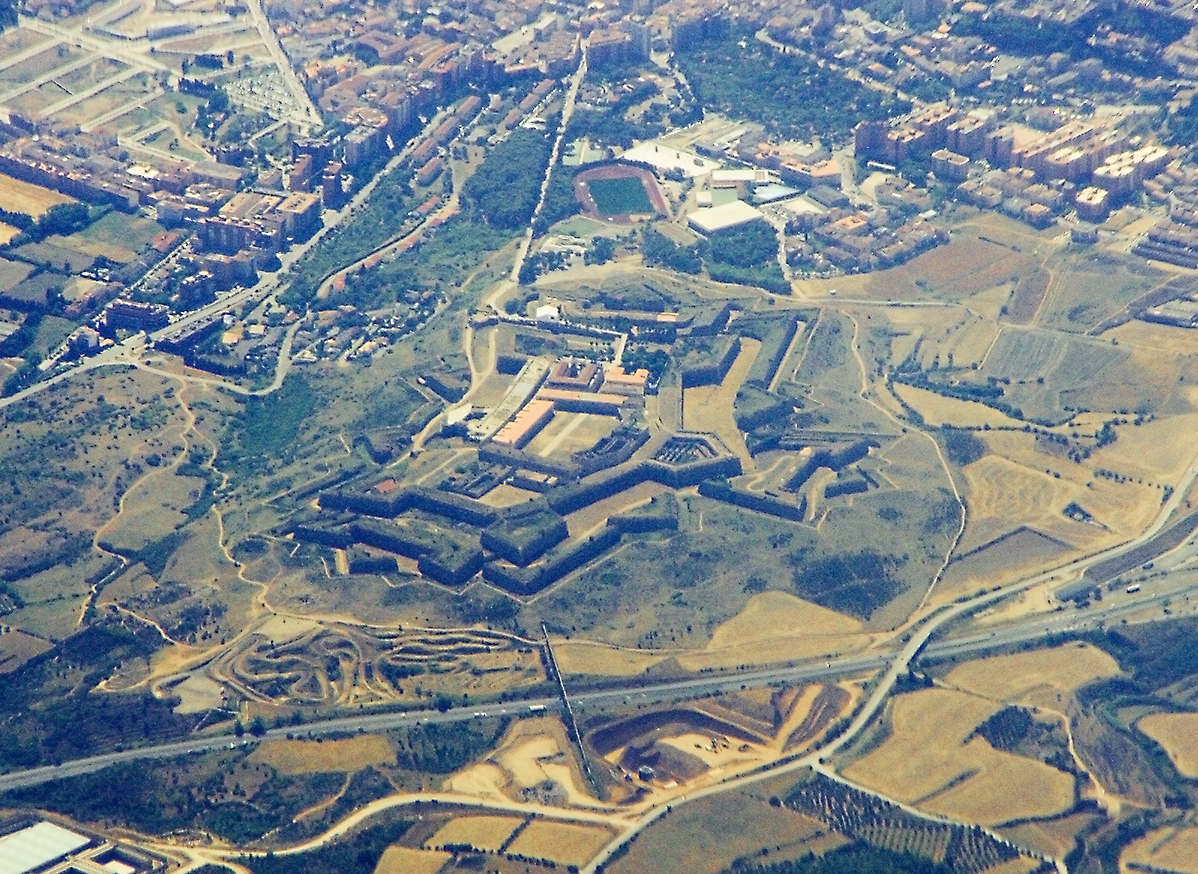
Vista aèria del castell

El castell de Sant Ferran, situat en una elevació a tocar de Figueres, té un perímetre exterior, mesurat sobre el parapet del camí cobert, de 3.125 m, i un altre d'interior, mesurat sobre el cordó de la muralla, de 2.100 m. Entre el camí cobert, dotat de travessos i espaioses places d'armes, i la mateixa muralla de la fortalesa, s'estén el fossat que, amb una superfície propera a les 10 ha., dona espai a les obres defensives exteriors. Aquestes obres defensives, conservades intactes i completes, són: un gran hornabec principal i altres dos de menors, dues contraguàrdies, set revellins de mides diferents i cinc galeries de contramina. Les seves dependències cobertes sumen un total de vuitanta-nou casamates, a més de vuit cisternes, amb una capacitat conjunta de 1.200 m³.
El recinte interior és format per sis baluards de diferents mides, units per sengles panys de muralla. En el gruix d'aquests, estan ubicades fins a un total de noranta-tres casamates d'allotjament i de serveis per a la tropa. Al nivell del fossat del front est, hi ha les cavallerisses, impressionant nau de doble crugia i factura perfecta, capaç d'allotjar en el seu dia 3 esquadrons de cavalleria -450 places. L'espai intern del recinte és ocupat per nou grans edificis, destinats a l'allotjament dels comandaments i oficials amb les seves famílies i a diversos serveis.
Finalment, sota el pati d'armes de 12.000 m² de superfície, està situada la reserva principal d'aigua potable de la fortalesa. Aquesta meravella de l'enginyeria hidràulica és a una profunditat de 8 m sota el pis del pati. Consta d'un circuit per omplir-se, quatre grans dipòsits amb una capacitat conjunta de 9.000 m³ i un sistema de buidat a prova de sabotatges.
La superfície total de la fortalesa de Sant Ferran és de 320.000 m², o de 550.000 m² si hi afegim l'espai dels seus glacis. A les troneres s'hi podia instal·lar fins a 230 canons, i comptava amb emplaçaments per a morters i obusos.

## Història

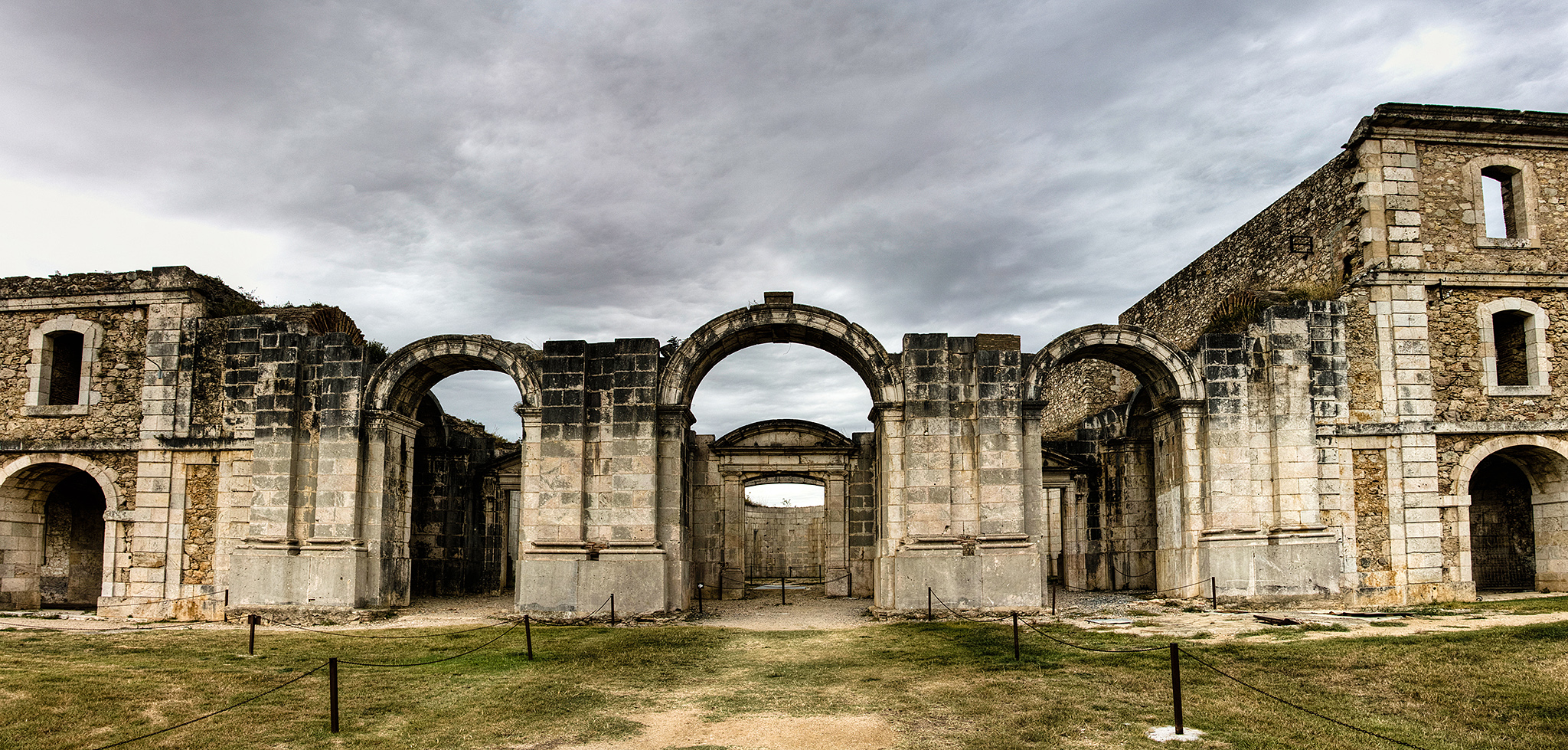
Panoràmica de l'església inacabada

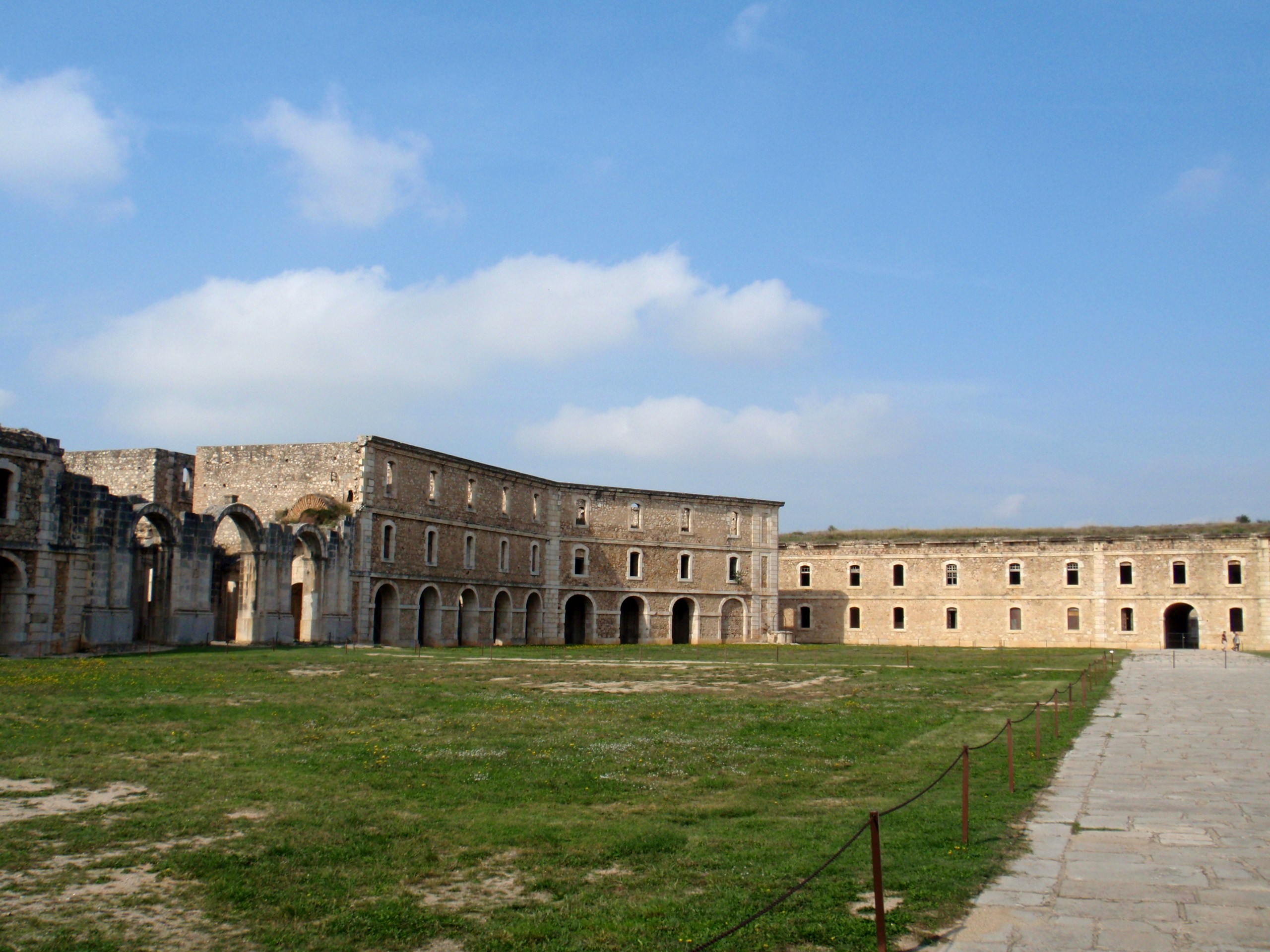
Pati d'Armes

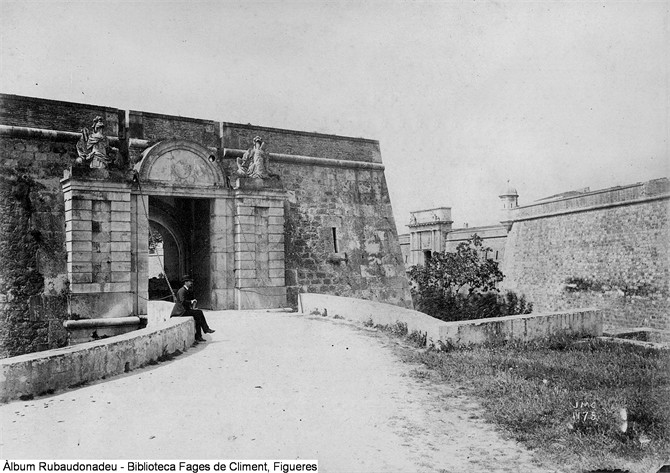
Primera porta del Castell de Sant Ferran, foto de Josep Maria Cañellas.

### Seglexviii
Amb el començament de les negociacions del tractat dels Pirineus, el castell de Bellaguarda al Pertús passà a mans del Regne de França; per substituir-lo i poder frenar possibles invasions es decidí construir una fortalesa al turó de Figueres, d'on calgué traslladar a Figueres el Convent dels Caputxins de frares caputxins. La primera pedra fou col·locada el 13 de desembre del 1753. El nom de Castell de Sant Ferran li fou donat en honor del rei d'Espanya Ferran VI. La fortificació s'inaugurà el 1766 i les obres s'acabaren definitivament el 1892.
La malaurada entrada en servei actiu de Sant Ferran es produí amb motiu de la Guerra Gran (1793-95), amb la seva polèmica capitulació en 1794, quan després d'un setge de només 7 dies fou ocupat per les tropes de la Convenció (govern sorgit de la Revolució francesa de 1792). Això va fer difondre l'apel·latiu de "la Belle Inutile" amb el qual la va rebatejar l'exèrcit francès. Aquest va ser l'origen d'una "llegenda negra" que ha acompanyat la fortalesa fins enguany.

### Seglexix
Durant la Guerra del Francès (1808-14) i com d'altres places fortes espanyoles, Sant Ferran fou ocupat per les tropes napoleòniques comandades pel coronel Jean-Pierre Piat. En aquest període es va produir dins els seus murs la mort del general Mariano Álvarez de Castro, defensor de la ciutat de Girona durant el setge de 1809. Aquest fet, emmarcat per la llegenda, ha passat a formar part de la memòria popular de la comarca. Poc després de la mort del general, a l'abril de 1811, Sant Ferran fou recuperat per les tropes de la Junta Superior del Principat, per mitjà d'un audaç cop de mà conegut com la Rovirada i va romandre en poder de les mateixes per espai de quatre mesos.
Aquesta circumstància donà lloc al primer i únic setge formal patit per la fortalesa. El 2 de maig de 1811 els francesos hi estableixen un setge amb 10.000 homes. Després d'un intent de trencar el setge el dia 16, el general Martínez capitula el dia 19 d'agost. El castell romandrà en mans franceses fins al maig de 1813 quan el mariscal Suchet, que s'havia refugiat el 23 de març al castell amb les darreres tropes franceses en retirada després de la pau entre Ferran VII i Napoleó, decideix abandonar-lo. El 27 del mateix mes hi entraran les tropes espanyoles.
L'exèrcit dels Cent Mil Fills de Sant Lluís entra a Catalunya l'any 1823 perseguint els liberals en representació de la Santa Aliança (Àustria, Prússia, Rússia i França) ocupant Figueres el 25 d'abril i posant setge al castell que capitularà el 26 de setembre. Al llarg del segle xix Sant Ferran va seguir els esdeveniments polítics i socials del país des del seu paper de petita guarnició de província.

### Segle XX
Del 1906 al 1933 una part del castell es destina a funcions de penal civil. En l'aspecte anecdòtic, cal esmentar l'estada com a recluta de Salvador Dalí el 1925.
L'any 1939 les tropes republicanes en retirada hi emmagatzemen armament i obres d'art. L'1 de febrer de 1939 s'hi celebra la darrera sessió de les corts republicanes. El 8 de febrer els republicans destrueixen l'armament emmagatzemant perquè no passi a mans franquistes, malmetent una part de la fortalesa en les explosions.
El s. XX és habilitat com a presó (1908) i com a caserna militar. El Castell de Sant Ferran també va ser la presó dels objectors de consciència al servei militar. Ja el 1954 hi va ser empresonat el testimoni de Jehovà Joan Sirera i ho serien diversos membres d'aquesta comunitat cristiana en els anys següents. Als anys 70 serà la presó on aniran els primers pacifistes i antimilitaristes que es fan objectors per motius ètics i polítics, posant en marxa un moviment que acabarà portant a l'abolició del servei militar als anys 90. El règim franquista hi mantindrà unitats de l'exèrcit fins a l'any 1965 en què passa a ser presó militar.
L'any 1975 hi van ser empresonats els comandants Juli Busquets, José Julve, Juan Diego i Antonio Gurrirán; membres de la Unió Militar Democràtica (UMD) que havien demanat eleccions i democràcia. El febrer de 1976 hi empresonaven els primers 7 objectors (Ovidio Bustillo, Vicente Amurgos, Jesús Viñas, Guillermo Luis Cereceda, José Díez Faixat, Esteban Zabaleta i José Antonio Monteserín) que es van negar de manera col·lectiva a fer el servei militar i que havien començat un servei social autogestionat a Can Serra (l'Hospitalet de Llobregat). Durant aquell mateix any i el següent s'aniran declarant nous objectors, alguns dels quals també seran empresonats al castell. Entre l'11 i el 12 de juny de 1977 cent persones fan una marxa fins al penal on hi ha 11 objectors presos. La marxa se salda amb diverses detencions (101 detinguts entre els dos dies) però els manifestants arriben al castell. El castell seguirà sent presó militar fins al 1991. L'any 1983 hi serien empresonats els condemnats pel Cop d'estat del 23 de febrer de 1981, el tinent coronel Antonio Tejero Molina i els capitans Vicente Gómez Iglesias i Jesús Muñecas Aguilar. Tejero va estar a la presó militar de Figueres fins al 1991 en què va ser traslladat a la presó d'Alcalá d'Henares, fins que va recuperar la llibertat el 1996.
L'any 1997 s'obre al públic amb servei de visites, etc.